# Governo Fanfani VI
Il Governo Fanfani VI è stato il quarantaquattresimo esecutivo della Repubblica Italiana, il terzo e ultimo della IX legislatura.
Il governo rimase in carica dal 18 aprile al 29 luglio 1987, per un totale di 102 giorni, ovvero 3 mesi e 11 giorni.
Contava al suo interno 21 ministri con portafoglio, 4 ministri senza portafoglio, 2 sottosegretari alla presidenza del Consiglio dei ministri e 31 sottosegretari ai vari ministeri, per un totale di 59 membri (incluso il Presidente del Consiglio).
L'esecutivo, composto da soli esponenti della DC e tecnici, non ottenne la fiducia alla Camera dei deputati a seguito di un voto quasi surreale: un governo monocolore democristiano che ottenne la fiducia da socialisti, socialdemocratici e radicali, che da quel governo erano esclusi, mentre i democristiani si astennero. Pertanto Fanfani diede le dimissioni appena 10 giorni dopo il suo insediamento, provocando lo scioglimento anticipato delle Camere. Questa fu l'ultima esperienza di Amintore Fanfani a Palazzo Chigi.

## Compagine di governo

### Sostegno parlamentare
| Camera dei deputati | Camera dei deputati | Seggi                           |
| ------------------- | --- | ------------------------------- |
|                     | Democrazia Cristiana Totale Maggioranza | 225                             |
|                     | Partito Comunista Italiano Partito Socialista Italiano Movimento Sociale Italiano Partito Repubblicano Italiano Partito Socialdemocratico Italiano Partito Liberale Italiano Partito Radicale Democrazia Proletaria Südtiroler Volkspartei Union Valdôtaine Partito Sardo d'Azione Liga Veneta Totale Opposizione | 198 73 42 29 23 16 11 7 3 1 405 |
| Totale              | Totale | 630                             |

| Senato della Repubblica | Senato della Repubblica | Seggi                    |
| ----------------------- | --- | ------------------------ |
|                         | Democrazia Cristiana Totale Maggioranza | 120                      |
|                         | Partito Comunista Italiano Partito Socialista Italiano Movimento Sociale Italiano Partito Repubblicano Italiano Partito Socialdemocratico Italiano Partito Liberale Italiano Südtiroler Volkspartei Union Valdôtaine Partito Radicale Partito Sardo d'Azione Liga Veneta Totale Opposizione | 107 38 18 11 8 6 3 1 195 |
| Totale                  | Totale | 315                      |

### Appartenenza politica
L'appartenenza politica dei membri del Governo si può così riassumere:
- Democrazia Cristiana (DC): Presidente del Consiglio, 19 ministri, 33 sottosegretari;
- Indipendente (Ind): 6 ministri.

### Provenienza geografica
La provenienza geografica dei membri del governo si può così riassumere:
| Regione               | Presidente | Ministri | Sottosegretari | Totale |
| --------------------- | ---------- | -------- | -------------- | ------ |
| Toscana               | 1          | -        | 3              | 4      |
| Lazio                 | -          | 5        | 3              | 8      |
| Lombardia             | -          | 4        | 2              | 6      |
| Veneto                | -          | 1        | 5              | 6      |
| Campania              | -          | 4        | 1              | 5      |
| Liguria               | -          | 2        | 2              | 4      |
| Puglia                | -          | 2        | 2              | 4      |
| Sicilia               | -          | 1        | 3              | 4      |
| Piemonte              | -          | 2        | 1              | 3      |
| Abruzzo               | -          | 1        | 1              | 2      |
| Emilia-Romagna        | -          | 1        | 1              | 2      |
| Friuli-Venezia Giulia | -          | 1        | 1              | 2      |
| Calabria              | -          | -        | 2              | 2      |
| Marche                | -          | -        | 2              | 2      |
| Sardegna              | -          | -        | 2              | 2      |
| Basilicata            | -          | -        | 1              | 1      |
| Trentino-Alto Adige   | -          | -        | 1              | 1      |

## Composizione
| Carica                                                                 | Titolare                              | Titolare                              | Titolare                              | Sottosegretari |
| Presidenza del Consiglio dei ministri                                  | Presidenza del Consiglio dei ministri | Presidenza del Consiglio dei ministri | Presidenza del Consiglio dei ministri | Sottosegretari di Stato alla Presidenza del Consiglio                                                              |
| ---------------------------------------------------------------------- | ------------------------------------- | ------------------------------------- | ------------------------------------- | --- |
| Presidente del Consiglio dei ministri                                  |                                       |                                       | Amintore Fanfani (DC)                 | - Mauro Bubbico (DC) Segretario del Consiglio dei ministri - Nicola Sanese (DC) Con delega ai servizi di sicurezza |
| Ministri senza portafoglio                                             |                                       |                                       |                                       | |
| Affari regionali e funzione pubblica                                   |                                       |                                       | Livio Paladin (Ind)                   | Livio Paladin (Ind)                                                                                                |
| Coordinamento delle iniziativeper la ricerca scientifica e tecnologica |                                       |                                       | Luigi Granelli (DC)                   | Luigi Granelli (DC)                                                                                                |
| Coordinamento della protezione civile                                  |                                       |                                       | Remo Gaspari (DC)                     | Remo Gaspari (DC)                                                                                                  |
| Interventi straordinari nel Mezzogiorno                                |                                       |                                       | Salverino De Vito (DC)                | Salverino De Vito (DC)                                                                                             |
| Rapporti col Parlamento                                                |                                       |                                       | Gaetano Gifuni (Ind)                  | Gaetano Gifuni (Ind)                                                                                               |
| Ministero                                                              | Ministri                              | Ministri                              | Ministri                              | Sottosegretari di Stato                                                                                            |
| Affari esteri e Coordinamento delle politiche comunitarie              |                                       |                                       | Giulio Andreotti (DC)                 | - Francesco Cattanei (DC) - Giorgio Santuz (DC)                                                                    |
| Interno                                                                |                                       |                                       | Oscar Luigi Scalfaro (DC)             | - Adriano Ciaffi (DC) - Angelo Pavan (DC)                                                                          |
| Grazia e giustizia                                                     |                                       |                                       | Virginio Rognoni (DC)                 | - Luciano Bausi (DC)                                                                                               |
| Bilancio e programmazione economica                                    |                                       |                                       | Giovanni Goria (DC) ad interim        | - Alberto Aiardi (DC)                                                                                              |
| Finanze                                                                |                                       |                                       | Giuseppe Guarino (DC)                 | - Franco Bortolani (DC) - Carlo Merolli (DC) - Ferdinando Russo (DC)                                               |
| Tesoro                                                                 |                                       |                                       | Giovanni Goria (DC)                   | - Carlo Fracanzani (DC) - Eugenio Tarabini (DC)                                                                    |
| Difesa                                                                 |                                       |                                       | Remo Gaspari (DC)                     | - Tommaso Bisagno (DC) - Giuseppe Pisanu (DC)                                                                      |
| Pubblica istruzione                                                    |                                       |                                       | Franca Falcucci (DC)                  | - Domenico Amalfitano (DC) - Mario Dal Castello (DC)                                                               |
| Lavori pubblici                                                        |                                       |                                       | Giuseppe Zamberletti (DC)             | - Mario Tassone (DC) - Gianfranco Rocelli (DC)                                                                     |
| Agricoltura e foreste                                                  |                                       |                                       | Filippo Maria Pandolfi (DC)           | - Mariotto Segni (DC)                                                                                              |
| Trasporti                                                              |                                       |                                       | Giovanni Travaglini (Ind)             | - Giuseppe Santonastaso (DC)                                                                                       |
| Poste e telecomunicazioni                                              |                                       |                                       | Antonio Gava (DC)                     | - Giuseppe Avellone (DC)                                                                                           |
| Industria, commercio e artigianato                                     |                                       |                                       | Franco Piga (DC)                      | - Pasquale Lamorte (DC)                                                                                            |
| Sanità                                                                 |                                       |                                       | Carlo Donat-Cattin (DC)               | - Niccolò Grassi Bertazzi (DC) - Gualtiero Nepi (DC)                                                               |
| Commercio con l'estero                                                 |                                       |                                       | Mario Sarcinelli (Ind)                | - Alberto Rossi (DC)                                                                                               |
| Marina mercantile                                                      |                                       |                                       | Costante Degan (DC)                   | - Antonino Murmura (DC)                                                                                            |
| Partecipazioni statali                                                 |                                       |                                       | Clelio Darida (DC)                    | - Angelo Picano (DC)                                                                                               |
| Lavoro e previdenza sociale                                            |                                       |                                       | Ermanno Gorrieri (Ind)                | - Andrea Borruso (DC) - Pietro Mezzapesa (DC)                                                                      |
| Beni culturali e ambientali                                            |                                       |                                       | Antonino Pietro Gullotti (DC)         | - Paola Cavigliasso (DC)                                                                                           |
| Turismo e spettacolo                                                   |                                       |                                       | Mario Di Lazzaro (Ind)                | - Luciano Faraguti (DC)                                                                                            |
| Ambiente                                                               |                                       |                                       | Mario Pavan (Ind)                     | - Giorgio Postal (DC)                                                                                              |

## Cronologia

### 1987

#### Marzo
- 4 marzo: mentre il capo dello stato avvia una serie di consultazioni telefoniche non ufficiali l'esecutivo del PSI propone per l'incarico Ciriaco De Mita o Arnaldo Forlani. La direzione nazionale della DC risponde che De Mita non può assumere l'incarico causa le incompatibilità stabilite dallo statuto del partito. e che il candidato unico è Giulio Andreotti.
- 5-7 marzo: Francesco Cossiga avvia le consultazioni coi presidenti delle camere, gli ex presidenti della repubblica e le delegazioni dei partiti. DC e PSI mantengono le proprie indicazioni per Andreotti o per De Mita o Forlani. Socialdemocratici, repubblicani e liberali premono per continuare l'esperienza della maggioranza a cinque a prescindere dal presidente incaricato. Tra le file delle opposizioni i comunisti insistono sul fallimento del pentapartito e si mantengono in posizione di attesa. MSI, demoproletari e radicali si schierano per le elezioni anticipate.
Nel dibattito tra i partiti si inserisce una presa di posizione della Congregazione per la dottrina della fede, che ha pubblicato un documento contro l'inseminazione artificiale e e chiede espressamente che siano approvati provvedimenti legislativi che la proibiscano senza eccezioni. La DC (per bocca di Mariapia Garavaglia) fa sapere che non presenterà proposte di legge pro o contro la materia, i repubblicani (Danilo Poggiolini) sostengono la posizione comunista che ritiene legittimo il pensiero della Chiesa finché non avanza la pretesa di condizionare le scelte del legislatore.[9]
- 9 marzo: Cossiga conferisce ad Andreotti l'incarico di formare il nuovo governo. Il mandato è pieno e il presidente incaricato usa subito toni concilianti verso i socialisti, ai quali assicura che nel programma dell'esecutivo troveranno spazio le riforme istituzionali. Cossiga, attaccato per la sua scelta dal PSI, risponde che la scelta è il frutto delle indicazioni dei partiti.[10]
- 10 marzo: Andreotti inizia il suo giro di consultazioni mentre Craxi dichiara che il veto nei suoi confronti non è sulla persona, ma solo di ordine politico. I tre alleati minori del governo, PSDI, PRI e PLI, puntano alla ricostituzione del pentapartito ma concordano che ci si trova di fronte ad una crisi al buio, probabilmente lunga e difficile da risolvere. La DC lo invita a puntare anzitutto sul programma per affrontare il problema dei referendum. Nel pomeriggio Andreotti si incontra col presidente dimissionario ma nelle stesse ore diversi dirigenti del PSI, riuniti in un convegno romano, fanno sapere per bocca di Salvo Andò che ai referendum non si rinuncia. Al termine della giornata il presidente incaricato dichiara di voler comunque continuare il tentativo.[11]
- 12 marzo: il PSI pone tre condizioni: non toccare i referendum, impegno per l'elezione diretta del capo dello stato e scioglimento delle camere in caso di fallimento. Craxi, incontrato nuovamente Andreotti, dichiara che il veto è indirizzato a chi vuole usare il suo nome contro i socialisti. Il presidente incaricato è intanto pressato dalla DC affinché faccia presto e non prolunghi la crisi fino al congresso dei socialisti.
Consiglio dei ministri: l'esecutivo uscente è chiamato a ratificare alcuni affari correnti rimasti in sospeso. Sono approvati un aumento di stipendio per gli ufficiali e sottufficiali delle forze armate (+128.000 lire, circa 642 miliardi in tre anni), uno stanziamento di 1.500 miliardi in due anni per il ripianamento dei bilanci delle USL e una indennità non ancora quantificabile per gli allevatori costretti ad abbattere i propri capi a causa dell'afta epizootica.[12]
- 16-20 marzo: Andreotti si dichiara ottimista sull'accordo di maggioranza ma nelle consultazioni continua a pesare il problema dei referendum, pretesi dai socialisti e osteggiati dai repubblicani. Entrambi i partiti minacciano di non entrare nell'esecutivo se non saranno soddisfatte le loro richieste ma il presidente incaricato non può far altro che avanzare proposte per alleggerire la portata della consultazione sulla giustizia, senza indicare la via per evitare quella sul nucleare. Propone inoltre un ministero senza portafogli per le riforme istituzionali, ma le posizioni restano distanti. Come ultima carta Andreotti propone di ricorrere a una moratoria sull'energia nucleare che da una parte accontenterebbe la DC (favorevoli anche PSDI e PLI), dall'altra il PSI (che vedrebbe comunque celebrati i referendum) ma resta da superare l'intransigenza dei repubblicani sul voto.[13]
- 25 marzo: dopo due settimane di consultazioni e proposte Andreotti rinuncia al mandato. A pesare sul fallimento la perentoria richiesta di Dc e PRI, che fin dall'inizio hanno sostenuto che un nuovo governo si poteva formare solo se si trovava un accordo su nucleare e giustizia in grado di evitare i referendum. Il capo dello stato annuncia nello stesso giorno un nuovo giro di consultazioni, dal quale però non emergono nomi.[14]
- 27 marzo: Cossiga conferisce un mandato esplorativo al presidente della camera, Nilde Iotti, prima donna e primo esponente del PCI ad assumere tale incarico. Secondo un'opinione diffusa, tuttavia, le cose non cambieranno, e la posta in gioco è ormai soltanto chi e come guiderà il paese ad elezioni anticipate che sembrano ormai inevitabili.[15]
- 31 marzo-5 aprile: congresso del PSI: nel pieno della crisi del suo governo Craxi apre l'assise toccando i temi caldi del momento a partire dai referendum, che i socialisti pongono come condizione irrinunciabile per la collaborazione di governo.

#### Aprile

Nilde Iotti

- 1 aprile: fallito anche il tentativo di Nilde Iotti Cossiga rinvia il governo alle camere con la motivazione che non c'è altra via percorribile. La decisione, fortemente osteggiata dalla DC, giunge dopo che De Mita ha rifiutato l'incarico e per costringere i partiti della disciolta maggioranza a assumersi le proprie responsabilità. Craxi dovrebbe parlare al senato entro pochi giorni ma il passaggio parlamentare è contestato anche dai repubblicani. Nella DC De Mita viene pressato per la ricerca di un accordo, anche a costo di rinunciare alla contestazione dei referendum.
Un pretore di Firenze solleva un'eccezione di costituzionalità sull'ora di religione dopo il ricorso di un gruppo di genitori. I loro figli, pur avendo scelto di non avvalersene, sono costretti a rimanere in classe per la mancata programmazione di attività alternative, e ciò viola il nuovo concordato laddove vieta qualsiasi forma di discriminazione.[16]
- 3-5 aprile: quando non è ancora fissata la data del dibattito al senato DC e PRI confermano che non voteranno per la fiducia. In mancanza di altre opzioni chiedono l'affidamento dell'incarico ad una figura istituzionale di primo piano, un politico ma anche un esponente dell'economia, non escludendosi la soluzione di un governo che traghetti il paese verso le elezioni anticipate. Da Rimini, impegnato nel congresso del suo partito, Craxi propone una maggioranza che garantisca i referendum, con o senza la DC e con un esecutivo anche a termine, ed è in questo sostenuto dai comunisti, che a loro volta chiedono all'eventuale nuovo governo l'approvazione di alcuni provvedimenti legislativi urgenti.[17]
- 8 aprile: poco prima dell'inizio della seduta al senato Craxi riceve una lettera di Arnaldo Forlani in cui si annunciano le dimissioni dei ministri democristiani. Prendendo la parola in aula il presidente del consiglio si limita a leggere la lettera di Cossiga che lo rinvia alle camere ed annuncia che tornerà al Quirinale per reiterare le dimissioni, stavolta definitive ed irrevocabili.[18]

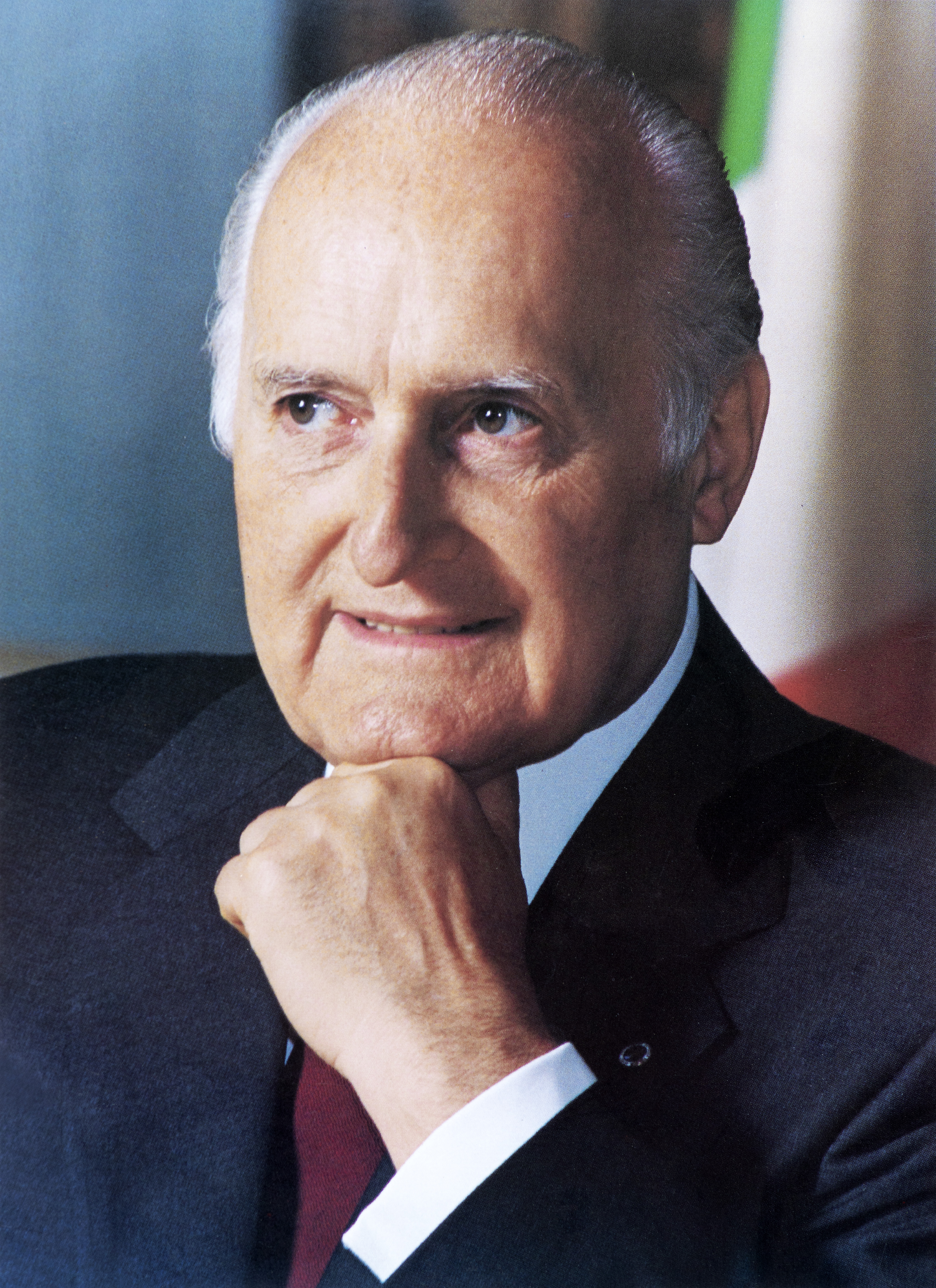
Oscar Luigi Scalfaro

- 10-17 aprile: non esistendo altra possibilità Cossiga conferisce l'incarico per la formazione di un governo che gestisca le elezioni anticipate. Dopo il rifiuto di Amintore Fanfani e Giulio Andreotti la scelta cade su Oscar Luigi Scalfaro. Il ministro degli interni avvia immediatamente un giro di consultazioni ma il tentativo di formare un esecutivo destinato alla sfiducia appare subito difficile. Radicali e demoproletari annunciano manovre ostruzionistiche in aula per rinviare la votazione a dopo il 5 maggio, data ultima per poter votare entro la metà di giugno. Il segretario comunista, Alessandro Natta, propone un'alleanza tra i partiti favorevoli allo svolgimento dei referendum ma anche Scalfaro è costretto a rinunciare all'incarico.
Pressato dalle richieste di non far gestire le elezioni al governo uscente di Craxi, Cossiga convince Fanfani ad accettare l'incarico con un mandato ampio, che comprende ogni possibile soluzione. Il presidente del senato, consapevole di essere chiamato a presiedere un governo che non riceverà la fiducia, effettua un veloce giro di consultazioni telefoniche e nel giro di 24 ore scioglie la riserva presentando un esecutivo monocolore democristiano con l'inclusione di alcuni tecnici di area democristiana.[19]
- 18-19 aprile: il nuovo governo giura nelle mani del capo dello stato. L'esecutivo, definito istituzionale ma caratterizzato da numerose conferme, si riduce da 28 a 25 ministri e da 60 a 33 sottosegretari. Scalfaro e Andreotti sono confermati agli interni e agli esteri, Donat-Cattin alla sanità, la Falcucci alla pubblica istruzione. Nella triade economica Giovanni Goria assume la direzione di Tesoro e Bilancio, Giuseppe Guarino sostituisce Bruno Visentini alle finanze. I tecnici di area sono nove, tutti in quota DC: Livio Paladin, Gaetano Gifuni, Salverino De Vito, Giovanni Travaglini, Franco Piga, Ermanno Gorrieri, Mario Sarcinelli e Mario Pavan.
In polemica con le decisioni di Cossiga Craxi parte per la Tunisia e lascia a Giuliano Amato il passaggio di consegne col nuovo governo. Lo stesso Amato, con una nota sull'Avanti!, polemizza per gli incarichi conferiti a esponenti della DC, che da tempo aveva preso la decisione di anticipare la fine della legislatura, e sulla correttezza costituzionale nella gestione della crisi (un governo che si forma solo per provocare lo scioglimento delle camere).[20]
- 20 aprile: Fanfani presenta il governo alle camere e chiede la fiducia pur ammettendo che non esiste una vera e propria maggioranza. Propone una modifica alla legge istitutiva del referendum abrogativo per ridurre da un anno a pochi mesi il rinvio in caso di elezioni politiche e auspica che gli venga data la possibilità di sfruttare quanto rimane della legislatura per definire i molti sospesi lasciati dal governo precedente.
Radicali e demoproletari attuano il promesso ostruzionismo confidando anche nell'inizio del congresso del PRI, che per prassi sospende i lavori del parlamento. I 15 deputati dei due partiti si iscrivono tutti a parlare, ed a questi si aggiungono 10 liberali, 8 socialdemocratici e 45 socialisti. Preso atto delle difficoltà i capigruppo di Montecitorio varano un calendario che dilunga il dibattito al 27 aprile, in modo da sospendere i lavori per l'avvio del congresso repubblicano.[21]
- 22 aprile: con 275 voti su 323 Giovanni Malagodi sostituisce Amintore Fanfani alla presidenza del senato.
- 22-26 aprile: congresso del PRI: nella relazione di apertura Giovanni Spadolini afferma che la crisi non è tanto del governo, quanto di tutta un'alleanza; la contrapposizione tra democristiani e socialisti ha lambito e a tratti svilito le istituzioni democratiche, a partire dalla presidenza della repubblica. Non esprime una contrarietà pregiudiziale al tentativo di Fanfani ma tiene a precisare che i repubblicani si chiamano fuori dal nuovo governo. Le uniche pregiudiziali nei confronti del partito comunista sono di programma. Il segretario repubblicano illustra un decalogo per le future alleanze: tra le proposte pari diritti e doveri tra i partiti di governo, impegno di tutta la maggioranza sulle decisioni (specie se impopolari), divieto di manifestazioni contrarie all'attività del governo ed esclusione del fenomeno franchi tiratori dal giudizio sulla fiducia. Giorgio La Malfa lancia un pesante attacco a Craxi, sostenendo che ha ridotto l'alleanza agli interessi di miserabili ambizioni. Alla prova del voto la maggioranza del segretario ottiene 149 seggi al nuovo consiglio nazionale: la mozione Giorgio La Malfa si ferma a 10 seggi, quella di Francesco Scattolin ottiene 6 seggi, Bruno Visentini non ha eletti.[22]
- 28 aprile: con 240 no, 131 sì e 193 astensioni, e nonostante i voti favorevoli di PSI, PSDI e radicali, il governo di Amintore Fanfani non riceve la fiducia. Due ore dopo il capo dello stato rifiuta di ricevere Craxi e Nicolazzi (per un estremo tentativo di varare un governo a guida tecnica o laica) e firma il decreto di scioglimento delle camere, che secondo molti osservatori era già pronto. Secondo Oscar Mammì, del resto, il ministero degli interni ha avviato la procedura elettorale già dal giorno precedente. Le elezioni sono fissate per il 14-15 giugno.[23]